# Andreas Meyer-Mader
Andreas Meyer-Mader (ur. 25 października 1891, zm. 2 maja 1944 w rejonie Juraciszek) – niemiecki wojskowy, współpracownik Abwehry, dowódca 450 Turkiestańskiego Batalionu Piechoty, a następnie 1 Wschodniomuzułmańskiego Pułku SS podczas II wojny światowej
Brał udział w I wojnie światowej. W okresie międzywojennym służył w Reichswehrze, a następnie Wehrmachcie. W latach 30. był członkiem misji wojskowej w Chinach, doradzającej marszałkowi Czang Kaj-szekowi. Od października 1941 r. w stopniu majora zajmował się formowaniem kolaboracyjnych oddziałów wojskowych złożonych z mieszkańców radzieckiej Azji Środkowej. Współuczestniczył w utworzeniu tzw. Pułku Turkiestańskiego, który podporządkowano 444 Dywizji Bezpieczeństwa. Jednocześnie od listopada tego roku był jednym z komendantów szkoły wywiadowczej Abwehry w obozie dla jeńców wojennych-czerwonoarmistów w Luckenwalde. W styczniu 1942 r. objął dowodzenie 450 Turkiestańskiego Batalionu Piechoty, pierwszego oddziału Legionu Turkiestańskiego. W sierpniu tego roku z powodu konfliktów z przywódcami Turkiestańskiego Komitetu Narodowego został odwołany z dowództwa batalionu. Następnie służył w sztabie gen. Oskara Rittera von Niedermayera na okupowanej Ukrainie. W listopadzie 1943 r. odbył spotkanie z Reichsführerem SS Heinrichem Himmlerem, proponując sformowanie w ramach Waffen-SS jednostki wojskowej złożonej z przedstawicieli muzułmańskich ludów wschodniotureckich ZSRR. Po uzyskaniu zgody wstąpił do Waffen-SS, uzyskując stopień SS-Obersturmbannführera. W styczniu 1944 r. został dowódcą 1 Wschodniomuzułmańskiego Pułku SS. Miał on stać się trzonem projektowanej Dywizji „Nowy Turkiestan”, ale nigdy do tego nie doszło. W marcu tego roku pułk przeniesiono na okupowaną Białoruś. Na przełomie marca/kwietnia SS-Obersturmbannführer A. Meyer-Mader przeszedł do SS-Sonderbataillon „Dirlewanger”. 2 maja zginął w rejonie Juraciszek. Według części źródeł wpadł w zasadzkę partyzancką, według innych został zabity przez samych Niemców.